# Nicky Shorey
Nicholas "Nicky" Shorey (født 19. februar 1981 i London, England) er en engelsk tidligere fodboldspiller, der spillede som venstre back. Gennem karrieren spillede han for blandt andet Leyton Orient, Reading, Aston Villa, Nottingham Forest, Fulham og West Bromwich Albion.

## Landshold
Shorey nåede at spille to kampe for Englands landshold, som han debuterede for den 1. juni 2007 i en venskabskamp mod Brasilien på Wembley.